# Leichtathletik-Team-Europameisterschaft 2010
| 2. Leichtathletik-Team-Europameisterschaft            | 2. Leichtathletik-Team-Europameisterschaft | 2. Leichtathletik-Team-Europameisterschaft | 2. Leichtathletik-Team-Europameisterschaft |
| ----------------------------------------------------- | ------------------------------------------ | ------------------------------------------ | ------------------------------------------ |
|                                                       |                                            |                                            |                                            |
| Resultate Superliga (Endstand nach 40 Entscheidungen) |                                            |                                            |                                            |
| Bergen – 19./20. Juni 2010 Stadion im Stadtteil Fana  |                                            |                                            |                                            |
| Platz                                                 | Land                                       | Land                                       | Punkte                                     |
| 01                                                    | Russland                                   | Russland                                   | 328,0                                      |
| 02                                                    | Großbritannien                             | Großbritannien                             | 324,5                                      |
| 03                                                    | Deutschland                                | Deutschland                                | 311,0                                      |
| 04                                                    | Frankreich                                 | Frankreich                                 | 297,5                                      |
| 05                                                    | Ukraine                                    | Ukraine                                    | 292,0                                      |
| 06                                                    | Italien                                    | Italien                                    | 285,5                                      |
| 07                                                    | Polen                                      | Polen                                      | 284,5                                      |
| 08                                                    | Spanien                                    | Spanien                                    | 229,0                                      |
| 09                                                    | Belarus                                    | Belarus                                    | 206,0                                      |
| 10                                                    | Norwegen                                   | Norwegen                                   | 188,0                                      |
| 11                                                    | Griechenland                               | Griechenland                               | 186,0                                      |
| 12                                                    | Finnland                                   | Finnland                                   | 162,0                                      |
| ← Leiria 2009                                         | ← Leiria 2009                              | Stockholm 2011 →                           | Stockholm 2011 →                           |
|  abgestiegen in die 1. Liga der nächsten Team-EM      |                                            |                                            |                                            |

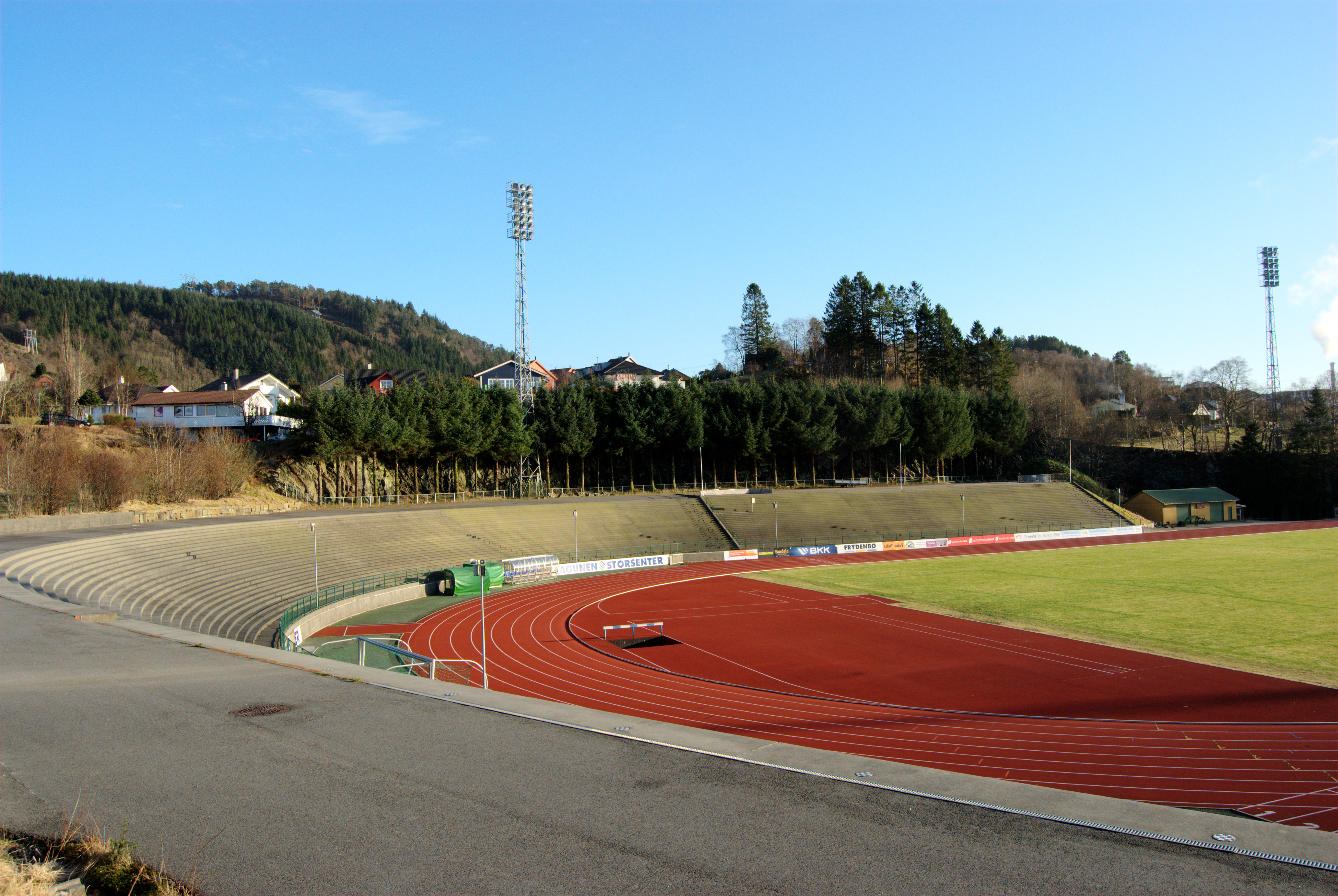
Das Leichtathletikstadiontadion von Bergen im Stadtteil Fana – hier im Jahr 2014

Die 2. Leichtathletik-Team-Europameisterschaft (englischer Sponsorenname: 2nd SPAR European Team Championships), kurz auch Team-EM, fand am 19. und 20. Juni 2010 im Stadion des Stadtteils Fana in Bergen (Norwegen) statt und umfasste vierzig Disziplinen (20 Männer, 20 Frauen).
Parallel wurden die Wettbewerbe der drei darunter gestuften Ligen ausgetragen:
- 1. Liga in Budapest (Ungarn)
- 2. Liga in Belgrad (Serbien)
- 3. Liga in Marsa (Malta)

Die insgesamt vier Ligen setzten sich aus folgenden Nationen zusammen:
- Superliga (12 Teams): Russland, Großbritannien, Polen, Deutschland, Italien, Spanien, Frankreich, Ukraine, Griechenland, Belarus, Finnland, Norwegen
- Erste Liga (12 Teams): Schweden, Tschechien, Portugal, Slowenien, Rumänien, Irland, Türkei, Belgien, Ungarn, Niederlande, Estland, Litauen
- Zweite Liga (8 Teams): Schweiz, Serbien, Kroatien, Lettland, Slowakei, Österreich, Israel, Moldawien
- Dritte Liga (15 Teams): Bulgarien, Zypern, Dänemark, Bosnien und Herzegowina, Island, Luxemburg, Georgien, Aserbaidschan, Montenegro, Armenien, AASSE (kombiniertes Team „kleiner Länder“ mit Gibraltar, Liechtenstein, Monaco und San Marino), Malta, Albanien, Andorra, Nordmazedonien

## Modus
Jede Nation war wie auch zuvor im Europacup in jeder Disziplin durch jeweils einen Athleten bzw. eine Staffel vertreten. Auch die Wertungssystematik wurde aus dem Europacup übernommen. Die Nation des Siegers einer Disziplin erhält in dieser neuen Team-EM jeweils eine mit der Zahl der Teilnehmer identische Punktzahl, abnehmend bis zur Nation des Letztplatzierten mit einem Punkt.
Die gemeinsame Wertung für Männer und Frauen fand auch hier in Bergen Anwendung.
Das System des Auf- bzw. Abstiegs zur Festlegung der Teilnehmer in den einzelnen Ligen kam in der Form des letzten Jahres zur Anwendung. Für die Superliga wurden drei Absteiger festgelegt, in Liga 1 gab es entsprechend drei Aufsteiger, absteigen mussten dort zwei Teams. So stiegen aus Liga 2 ebenfalls zwei Nationen auf. Zwei Mannschaften wurden als Absteiger in die 3. Liga festgelegt. Die unterste Klasse ermittelte folgerichtig zwei Aufsteiger.
Die zur Straffung der Veranstaltung im Europacup 1997 eingeführte Praxis mit Regeländerungen wurde noch einmal weiter verändert:
- Laufdisziplinen: Die damals noch nicht allgemein gültige Regelung der Disqualifikation eines Läufers nach dem ersten Fehlstart wurde beibehalten. Im Rennen über 800 Meter wird wieder in Bahnen und nicht an der Evolvente gestartet.
- Langstrecken/Hindernislauf: Die Regelungen zum Ausscheiden des letzten Läufers nach einer bestimmten Anzahl von Runden wurden zurückgenommen, alle Läufer beenden das Rennen wie gewohnt.
- Vertikale Sprünge: Wie üblich erfolgt das Ausscheiden nach drei Fehlversuchen bei einer Höhe. Darüber hinaus ist der Wettkampf für jeden Springer nach insgesamt vier individuellen Fehlversuchen beendet. Neu: Steht ein Springer als Sieger fest, darf er so lange weiterspringen, bis er drei Fehlsprünge hintereinander aufweist.
- Horizontale Sprünge/Kugelstoßen/Wurfdisziplinen: Jeder Athlet hat wie zuvor nur maximal vier Versuche. Alle Sportler erreichen wieder die dritte Runde, nicht nur die ersten Sechs. Die vier danach Bestplatzierten erhalten einen weiteren Versuch. Alle Teilnehmer mit mindestens einem gültigen Versuch erhalten Punkte.

Bei den Läufen, die auf der gesamten Distanz in Bahnen zu absolvieren waren (100, 200, 400 Meter, 100 Meter Hürden und 110 Meter Hürden, 400 Meter Hürden) und die deshalb in zwei Teilrennen ausgetragen werden mussten, hatte im Vorjahr der jeweils schwächer besetzte Lauf zuerst stattgefunden. Diese Reihenfolge wurde hier in Bergen umgekehrt.

## Die Team-Europameisterschaft 2010
Der Wettbewerbskatalog wurde übernommen von der letzten Austragung der Leichtathletik-Team-Europameisterschaft.
Es zeichnete sich ab, dass der Austragungsrhythmus der Team-EM etwas anders sein würde als der des früheren Europacups, der zuletzt jährlich stattgefunden hatte. Die Team-EM dagegen sollte in Jahren mit Olympischen Sommerspielen nicht ausgetragen werden. In Jahren mit Leichtathletik-Europameisterschaften, die ja auch in der Saison 2010 auf dem Plan standen, fand die Team-EM ebenfalls statt, wenn es in derselben Saison keine Olympischen Spiele gab. Nach 2014 wurde dann in allen Jahren mit Leichtathletik-Europameisterschaften keine Team-EM mehr ausgetragen.
Das Leistungsniveau war nicht zu vergleichen mit dem hohen Level der später in dieser Saison stattfindenden Europameisterschaften. Allerdings waren die äußeren Rahmenbedingungen mit niedrigen Temperaturen nicht leistungsfördernd. Stark präsentierte sich der Brite Dwain Chambers, der mit seinen 9,99 s über 100 Meter als erster Europäer seit vier Jahren die 10-Sekunden-Marke unterbot. Auch der Franzose Christophe Lemaitre lag mit seinen 10,02 s nur drei Hundertstelsekunden dahinter. Hochrangig waren die bei sogar leichtem Gegenwind erzielten 12,68 s der Russin Tatjana Dektjarjowa über 100 Meter Hürden. Ähnlich stark einzuordnen waren die 2,00 m der Italienerin Antonietta Di Martino im Hochsprung, die 73,24 m der Deutschen Betty Heidler im Hammerwurf sowie die 17,26 m des Ukrainers Wiktor Kusnjezow im Dreisprung.
Der klare Sieg, den das russische Team mit acht ersten Plätzen und 379,5 Punkten bei einem Vorsprung von 62,5 Punkten am Ende herausgearbeitet hatte, sollte durch die in diesen Jahren besonders hohe Dopingproblematik, die den Sport erheblich belastete, ad absurdum geführt werden. Gerade einmal 3,5 Punkte blieb Russland vor Großbritannien vorn, nachdem die Dopingbetrüger in den Jahren darauf sukzessive durch positive Tests auffielen und disqualifiziert wurden – siehe Abschnitt „Doping“ unten. Titelverteidiger Deutschland belegte Rang drei. Absteigen mussten die drei letztplatzierten Mannschaften aus Norwegen, Griechenland und Finnland.

## Deutsche Mannschaft
Der Deutsche Leichtathletik-Verband (DLV) nominierte 47 Athleten (22 Frauen und 25 Männer). Das Team startete in der Superliga und belegte den dritten Platz.

## Doping
Folgende zehn nachträgliche Disqualifikationen durch fünf russische, drei belarussische Sportler sowie einen griechischen und einen polnischen Athleten waren aufgrund von Dopingbetrug in dreizehn Disziplinen zu verzeichnen:
- Jewgeni Borissow (Russland) – 110-Meter-Hürdenlauf, zunächst auf dem geteilten Gesamtrang acht. Ihm wurde bei Nachtests zu den Weltmeisterschaften 2009 der Einsatz der verbotenen Substanz Dehydrochlormethyltestosteron nachgewiesen, was eine Sperre von zwei Jahren nach sich zog. Seine von da an im Laufe von zwei Jahren erzielten Resultate wurden annulliert.[1]
- Ildar Minschin (Russland) – 3000-Meter-Hindernislauf, zunächst Achter. Ihm wurde für August 2009 nachträglich die Einnahme verbotener Substanzen nachgewiesen. Er wurde für zwei Jahre gesperrt, unter anderem sein hier erzieltes Resultat wurde ihm aberkannt.[2]
- Pawel Lyschyn (Belarus) – Kugelstoßen, zunächst Vierter. Er wurde bei Nachtests zu den Olympischen Spielen 2008 im Jahr 2016 positiv auf Turinabol getestet. Er erhielt eine zweijährige Wettkampfsperre und alle seine vom 15. August 2008 bis zum 14. August 2010 erzielten Resultate wurden ihm aberkannt.[3]
- Julija Tschermoschanskaja (Russland) – 200-Meter-Lauf, zunächst Zweite / 4-mal-100-Meter-Staffel, zunächst Rang eins. Sie wurde bei Nachtests zu den Olympischen Spielen 2008 im Jahr 2016 positiv auf die verbotenen Substanzen Stanozolol und Turinabol getestet. Sie erhielt eine zweijährige Wettkampfsperre und musste unter anderem ihre in der Sprintstaffel gewonnene olympische Goldmedaille zurückgeben Weitere ihrer Resultate wurden annulliert, darunter die Ergebnisse dieser Team-EM.[4]
- Swjatlana Ussowitsch (Belarus) – 400-Meter-Lauf, zunächst Dritte / 4-mal-400-Meter-Staffel, zunächst Rang sechs. Ihr wurde bei Nachtests zu den Olympischen Spielen 2008, festgestellt im August 2016, der Einsatz des verbotenen Mittels Turinabol nachgewiesen. Sie wurde mit einer Sperre von zwei Jahren belegt und ihre vom 15. August 2008 bis zum 14. August 2010 erzielten Resultate wurden annulliert.[3]
- Swetlana Kljuka (Russland) – 800-Meter-Lauf, zunächst Zweite. Sie erhielt aufgrund von abnormalen Werten in ihrem Blutpass für das Jahr 2010, festgestellt im Jahr 2012, eine Wettkampfsperre von zwei Jahren. Unter anderem ihr Resultat von der diesjährigen Team-EM wurde annulliert.[5]
- Athanasia Perra (Griechenland) – Weitsprung, zunächst Zwölfte und Letzte / Dreisprung, zunächst Zweite. Ihr wurde bei Nachtests zu den Weltmeisterschaften 2009 im Jahr 2017 ein Verstoß gegen die Antidopingbestimmungen nachgewiesen. Sie erhielt eine vierjährige Wettkampfsperre und alle ihre vom 15. August 2009 bis zum 14. August 2011 erzielten Resultate wurden ihr aberkannt.[6]
- Joanna Skibińska (Polen) – Dreisprung, zunächst Siebte. Ihr wurde bei einem Sportfest im Mai 2010 der Einsatz der verbotenen Substanz Stanozolol nachgewiesen. Sie gab vor, das Mittel sei in einem nicht korrekt deklarierten Nahrungsergänzungsmittel, das sie selber gekauft und eingesetzt hatte, enthalten gewesen, worauf der polnische Leichtathletikverband eine verhältnismäßig milde Bestrafung von einem Jahr Sperre verhängte. Der Weltleichtathletikverband, damalige Bezeichnung IAAF, bestand jedoch auf einer Sperre von zwei Jahren bis Mai 2012. Ihr hier erzieltes Dreisprung-Resultat war damit ungültig und wäre auch auf der Grundlage der milderen Sanktion ungültig gewesen.[7]
- Darja Ptschelnik (Belarus) – Hammerwurf, zunächst Dritte. Ihr wurde bei Nachtests zu den Olympischen Spielen 2008, festgestellt im September 2016, der Einsatz des verbotenen Mittels Turinabol nachgewiesen. Sie wurde mit einer Sperre von zwei Jahren sanktioniert und ihre vom 20. August 2008 bis zum 19. August 2010 erzielten Resultate wurden annulliert.[8]
- Marija Abakumowa (Russland) – Speerwurf, zunächst Dritte. Sie wurde im Rahmen von Nachtests für die Olympischen Spiele 2008 des Verstoßes gegen die Antidopingbestimmungen überführt. In weiteren Untersuchungen stellte sich heraus, dass sie bis 2012 regelmäßig Doping betrieben hatte. Daraufhin wurden all ihre Resultate bis einschließlich zu den Olympischen Spielen 2012 annulliert und sie wurde außerdem mit einer vierjährigen Sperre belegt.[9]

## Ergebnisse 1. bis 3.Liga
| Länderwertungen (Endstand nach jeweils 40 Entscheidungen) | Länderwertungen (Endstand nach jeweils 40 Entscheidungen) | Länderwertungen (Endstand nach jeweils 40 Entscheidungen) | Länderwertungen (Endstand nach jeweils 40 Entscheidungen) | Länderwertungen (Endstand nach jeweils 40 Entscheidungen) | Länderwertungen (Endstand nach jeweils 40 Entscheidungen) | Länderwertungen (Endstand nach jeweils 40 Entscheidungen) | Länderwertungen (Endstand nach jeweils 40 Entscheidungen) | Länderwertungen (Endstand nach jeweils 40 Entscheidungen) |
| Liga 1 in Bergen (NOR)                                    | Liga 1 in Bergen (NOR)                                    | Liga 1 in Bergen (NOR)                                    | Liga 2 in Banská Bystrica (SVK)                           | Liga 2 in Banská Bystrica (SVK)                           | Liga 2 in Banská Bystrica (SVK)                           | Liga 3 in Sarajevo (BIH)                                  | Liga 3 in Sarajevo (BIH)                                  | Liga 3 in Sarajevo (BIH)                                  |
| Platz                                                     | Land                                                      | Punkte                                                    | Platz                                                     | Land                                                      | Punkte                                                    | Platz                                                     | Land                                                      | Punkte                                                    |
| --------------------------------------------------------- | --------------------------------------------------------- | --------------------------------------------------------- | --------------------------------------------------------- | --------------------------------------------------------- | --------------------------------------------------------- | --------------------------------------------------------- | --------------------------------------------------------- | --------------------------------------------------------- |
| 01                                                        | Tschechien                                                | 355,0                                                     | 1                                                         | Schweiz                                                   | 206,0                                                     | 01                                                        | Dänemark                                                  | 521,0                                                     |
| 02                                                        | Schweden                                                  | 323,0                                                     | 2                                                         | Kroatien                                                  | 199,0                                                     | 02                                                        | Bulgarien                                                 | 508,5                                                     |
| 03                                                        | Portugal                                                  | 296,5                                                     | 3                                                         | Österreich                                                | 193,5                                                     | 03                                                        | Zypern                                                    | 390,0                                                     |
| 04                                                        | Rumänien                                                  | 287,0                                                     | 4                                                         | Serbien                                                   | 185,5                                                     | 04                                                        | Island                                                    | 400,0                                                     |
| 05                                                        | Niederlande                                               | 276,0                                                     | 5                                                         | Slowakei                                                  | 179,5                                                     | 05                                                        | Bosnien und Herzegowina                                   | 365,5                                                     |
| 06                                                        | Ungarn                                                    | 275,0                                                     | 6                                                         | Lettland                                                  | 175,5                                                     | 06                                                        | Aserbaidschan                                             | 361,0                                                     |
| 07                                                        | Belgien                                                   | 259,0                                                     | 7                                                         | Moldau                                                    | 153,5                                                     | 07                                                        | Luxemburg                                                 | 332,0                                                     |
| 08                                                        | Irland                                                    | 240,0                                                     | 8                                                         | Israel                                                    | 141,5                                                     | 08                                                        | Armenien                                                  | 325,0                                                     |
| 09                                                        | Türkei                                                    | 220,0                                                     |                                                           |                                                           |                                                           | 09                                                        | Malta                                                     | 289,0                                                     |
| 10                                                        | Slowenien                                                 | 205,0                                                     |                                                           |                                                           |                                                           | 10                                                        | Georgien                                                  | 232,5                                                     |
| 11                                                        | Estland                                                   | 189,5                                                     |                                                           |                                                           |                                                           | 11                                                        | Montenegro                                                | 214,0                                                     |
| 12                                                        | Litauen                                                   | 185,0                                                     |                                                           |                                                           |                                                           | 12                                                        | Nordmazedonien                                            | 208,0                                                     |
|                                                           |                                                           |                                                           |                                                           |                                                           |                                                           | 13                                                        | Andorra                                                   | 168,0                                                     |
|                                                           |                                                           |                                                           |                                                           |                                                           |                                                           | 14                                                        | Albanien                                                  | 107,0                                                     |
|                                                           |                                                           |                                                           |                                                           |                                                           |                                                           | 15                                                        | AASSE                                                     | 095,5                                                     |

 qualifiziert für die nächsthöhere Liga der kommenden Team-EM

 abgestiegen in die nächstniedrigere Liga der kommenden Team-EM

## Legende
Kurze Übersicht zur Bedeutung der Symbolik – so üblicherweise auch in sonstigen Veröffentlichungen verwendet:
| DNF | nicht im Ziel (did not finish)        |
| DSQ | disqualifiziert                       |
| DOP | wegen Dopingvergehens disqualifiziert |
| NMH | keine Höhe (No Mark)                  |
| NMW | keine Weite (No Mark)                 |

## Superliga: Resultate der Einzeldisziplinen

### Männer

#### 100 m

##### Lauf 1
| Platz  | Athlet                | Land | Zeit (s) |
| ------ | --------------------- | ---- | -------- |
| 1 (01) | Dwain Chambers        | GBR  | 09,99    |
| 2 (02) | Christophe Lemaitre   | FRA  | 10,02    |
| 3 (03) | Emanuele Di Gregorio  | ITA  | 10,20    |
| 4 (04) | Ángel David Rodríguez | ESP  | 10,23    |
| 5 (07) | Paweł Stempel         | POL  | 10,48    |
| DSQ    | Martin Keller         | GER  |          |

In Klammern: Platzierung in der Gesamtwertung aus beiden Läufen
Datum: 19. Juni
Wind: +1,1 m/s

##### Lauf 2
| Platz  | Athlet                 | Land | Zeit (s) |
| ------ | ---------------------- | ---- | -------- |
| 1 (05) | Andrei Jepischin       | RUS  | 10,40    |
| 2 (06) | Aljaksandr Linnik      | BLR  | 10,44    |
| 3 (08) | Serhij Smelyk          | UKR  | 10,57    |
| 4 (09) | Hannu Hämäläinen       | FIN  | 10,64    |
| 5 (10) | Tormod Hjortnæs Larsen | NOR  | 10,71    |
| 6 (11) | Ággelos Aggelákis      | GRC  | 10,82    |

In Klammern: Platzierung in der Gesamtwertung aus beiden Läufen
Datum: 19. Juni
Wind: +2,1 m/s
Die in diesem Rennen erzielten Zeiten waren wegen des um 0,1 m/s über dem zulässigen Wert liegenden Rückenwinds nicht bestenlistenreif.

#### 200 m

##### Lauf 1
| Platz  | Athlet                      | Land | Zeit (s) |
| ------ | --------------------------- | ---- | -------- |
| 1 (01) | Martial Mbandjock           | FRA  | 20,55    |
| 2 (02) | Lykourgos-Stefanos Tsakonas | GRC  | 20,69    |
| 3 (03) | Sebastian Ernst             | GER  | 20,77    |
| 4 (04) | Ihor Bodrow                 | UKR  | 20,77    |
| 5 (05) | Leon Baptiste               | GBR  | 20,84    |
| 6 (06) | Kamil Kryński               | POL  | 20,89    |

In Klammern: Platzierung in der Gesamtwertung aus beiden Läufen
Datum: 20. Juni
Wind: +0,4 m/s

##### Lauf 2
| Platz  | Athlet                 | Land | Zeit (s) |
| ------ | ---------------------- | ---- | -------- |
| 1 (07) | Jonathan Åstrand       | FIN  | 20,92    |
| 2 (08) | Roberto Donati         | ITA  | 21,01    |
| 3 (09) | Ángel David Rodríguez  | ESP  | 21,11    |
| 4 (10) | Aljaksandr Linnik      | BLR  | 21,15    |
| 5 (11) | Roman Smirnow          | RUS  | 21,37    |
| 6 (12) | Per Magnus Arjun Solli | NOR  | 21,68    |

In Klammern: Platzierung in der Gesamtwertung aus beiden Läufen
Datum: 20. Juni
Wind: +1,0 m/s

#### 400 m

##### Lauf 1
| Platz  | Athlet           | Land | Zeit (s) |
| ------ | ---------------- | ---- | -------- |
| 1 (01) | Martyn Rooney    | GBR  | 45,67    |
| 2 (02) | Leslie Djhone    | FRA  | 45,72    |
| 3 (03) | Wladimir Krasnow | RUS  | 45,74    |
| 4 (05) | Thomas Schneider | GER  | 46,36    |
| 5 (06) | Andrea Barberi   | ITA  | 46,62    |
| 6 (07) | Piotr Klimczak   | POL  | 47,00    |

In Klammern: Platzierung in der Gesamtwertung aus beiden Läufen
Datum: 19. Juni

##### Lauf 2
| Platz  | Athlet             | Land | Zeit (s) |
| ------ | ------------------ | ---- | -------- |
| 1 (04) | Dimítrios Grávalos | GRC  | 46,35    |
| 2 (08) | Volodymyr Burakov  | UKR  | 47,18    |
| 3 (09) | Matti Välimäki     | FIN  | 47,29    |
| 4 (10) | Mark Ujakpor       | ESP  | 47,78    |
| 5 (11) | Lars Jahr Røine    | NOR  | 48,19    |
| 6 (12) | Dmitriy Poluan     | BLR  | 48,38    |

In Klammern: Platzierung in der Gesamtwertung aus beiden Läufen
Datum: 19. Juni

#### 800 m
| Platz | Athlet                 | Land | Zeit (min) |
| ----- | ---------------------- | ---- | ---------- |
| 01    | Juri Borsakowski       | RUS  | 1:45,41    |
| 02    | Michael Rimmer         | GBR  | 1:45,62    |
| 03    | Marcin Lewandowski     | POL  | 1:45,74    |
| 04    | Robin Schembera        | GER  | 1:46,38    |
| 05    | Antonio Manuel Reina   | ESP  | 1:46,55    |
| 06    | Anis Ananenka          | BLR  | 1:47,66    |
| 07    | Hamid Oualich          | FRA  | 1:48,07    |
| 08    | Giordano Benedetti     | ITA  | 1:48,50    |
| 09    | Witali Woloschin       | UKR  | 1:48,63    |
| 10    | Thomas Roth            | NOR  | 1:48,82    |
| 11    | Tommy Granlund         | SWE  | 1:49,16    |
| 12    | Konstadinos Nakopoulos | GRC  | 1:49,61    |

Datum: 20. Juni

#### 1500 m
| Platz | Athlet             | Land | Zeit (min) |
| ----- | ------------------ | ---- | ---------- |
| 01    | Colin McCourt      | GBR  | 3:46,70    |
| 02    | Christian Obrist   | ITA  | 3:46,77    |
| 03    | Carsten Schlangen  | GER  | 3:46,89    |
| 04    | Mateusz Demczyszak | POL  | 3:47,16    |
| 05    | Oleksandr Borysyuk | UKR  | 3:47,22    |
| 06    | Henrik Ingebritsen | NOR  | 3:47,40    |
| 07    | Niclas Sandells    | FIN  | 3:47,48    |
| 08    | Iwan Tuktatschew   | RUS  | 3:47,79    |
| 09    | Diego Ruiz         | ESP  | 3:47,84    |
| 10    | Yoann Kowal        | FRA  | 3:48,47    |
| 11    | Siarhei Chebiarak  | BLR  | 3:50,03    |
| 12    | Andreas Dimitrakis | GRC  | 3:58,66    |

Datum: 20. Juni

#### 3000 m
| Platz | Athlet             | Land | Zeit (min) |
| ----- | ------------------ | ---- | ---------- |
| 01    | Jesús España       | ESP  | 8:19,39    |
| 02    | Mykola Labovskyy   | UKR  | 8:20,01    |
| 03    | Walentin Smirnow   | RUS  | 8:20,11    |
| 04    | Yohan Durand       | FRA  | 8:20,14    |
| 05    | Bartosz Nowicki    | POL  | 8:20,16    |
| 06    | Stefano La Rosa    | ITA  | 8:20,39    |
| 07    | Arne Gabius        | GER  | 8:20,89    |
| 08    | Siarhei Platonau   | BLR  | 8:21,31    |
| 09    | Mikael Bergdahl    | FIN  | 8:21,91    |
| 10    | Sindre Buraas      | NOR  | 8:25,34    |
| 11    | James Wilkinson    | GBR  | 8:28,33    |
| 12    | Konstantinos Touse | GRC  | 8:32,36    |

Datum: 20. Juni

#### 5000 m
| 01 | Mo Farah             | GBR | 13:46,93 |
| 02 | Alemayehu Bezabeh    | ESP | 13:49,24 |
| 03 | Serhij Lebid         | UKR | 13:49,90 |
| 04 | Jewgeni Rybakow      | RUS | 13:55,04 |
| 05 | Daniele Meucci       | ITA | 13:56,95 |
| 06 | Matti Räsänen        | FIN | 13:58,40 |
| 07 | Sondre Nordstad Moen | NOR | 14:00,03 |
| 08 | Radosław Kłeczek     | POL | 14:01,41 |
| 09 | Abdellatif Meftah    | FRA | 14:06,10 |
| 10 | Stsiapan Rahautsou   | BLR | 14:08,55 |
| 11 | Christian Glatting   | GER | 14:09,78 |
| 12 | Adónios Papadónis    | GRC | 14:45,05 |

Datum: 19. Juni

#### 110 m Hürden

##### Lauf 1
| Platz  | Athlet                  | Land | Zeit (s) |
| ------ | ----------------------- | ---- | -------- |
| 1 (01) | Andrew Turner           | GBR  | 13,48    |
| 2 (02) | Artur Noga              | POL  | 13,54    |
| 3 (03) | Jackson Quiñónez        | ESP  | 13,67    |
| 4 (05) | Konstandinos Douvalidis | GRC  | 13,74    |
| 5 (07) | Alexander John          | GER  | 13,79    |
| 6 (08) | Cédric Lavanne          | FRA  | 13,82    |

In Klammern: Platzierung in der Gesamtwertung aus beiden Läufen
Datum: 20. Juni
Wind: −0,1 m/s

##### Lauf 2
| Platz  | Athlet             | Land | Zeit (s) |
| ------ | ------------------ | ---- | -------- |
| 1 (04) | Maksim Lynsha      | BLR  | 13,70    |
| 2 (06) | Stefano Tedesco    | ITA  | 13,78    |
| 3 (09) | Juha Sonck         | FIN  | 13,97    |
| 4 (10) | Serhiy Demydyuk    | UKR  | 14,06    |
| 5 (11) | Vladimir Vukicevic | NOR  | 14,13    |
| DOP    | Jewgeni Borissow   | RUS  | 13,82    |

In Klammern: Platzierung in der Gesamtwertung aus beiden Läufen
Datum: 20. Juni
Wind: −0,5 m/s
Der russische Hürdensprinter Jewgeni Borissow, der zunächst den geteilten Gesamtrang acht belegt hatte, wurde nachträglich disqualifiziert. Ihm war bei Nachtests zu den Weltmeisterschaften 2009 der Einsatz der verbotenen Substanz Dehydrochlormethyltestosteron nachgewiesen worden, was eine Sperre von zwei Jahren nach sich zog. Seine von da an im Laufe von zwei Jahren erzielten Resultate wurden annulliert.

#### 400 m Hürden

##### Lauf 1
| Platz  | Athlet               | Land | Zeit (s) |
| ------ | -------------------- | ---- | -------- |
| 1 (01) | David Greene         | GBR  | 49,53    |
| 2 (02) | Periklis Iakovakis   | GRC  | 50,13    |
| 3 (03) | Alexander Derewjagin | RUS  | 50,20    |
| 4 (04) | Stanislaw Melnykow   | UKR  | 50,48    |
| 5 (05) | Sébastien Maillard   | FRA  | 51,14    |
| 6 (06) | Silvio Schirrmeister | GER  | 51,16    |

In Klammern: Platzierung in der Gesamtwertung aus beiden Läufen
Datum: 19. Juni

##### Lauf 2
| Platz  | Athlet            | Land | Zeit (s) |
| ------ | ----------------- | ---- | -------- |
| 1 (07) | Gianni Carabelli  | ITA  | 51,21    |
| 2 (08) | Siarhei Serkou    | BLR  | 51,37    |
| 3 (09) | Rafał Omelko      | POL  | 52,70    |
| 4 (10) | Andreas Totsås    | NOR  | 52,96    |
| DNF    | Jussi Heikkilä    | FIN  |          |
| DNF    | Ignacio Sarmiento | ESP  |          |

In Klammern: Platzierung in der Gesamtwertung aus beiden Läufen
Datum: 19. Juni

#### 3000 m Hindernis
| Platz | Athlet                    | Land | Zeit (min) |
| ----- | ------------------------- | ---- | ---------- |
| 01    | Tomasz Szymkowiak         | POL  | 8:31,53    |
| 02    | Steffen Uliczka           | GER  | 8:33,39    |
| 03    | Jukka Keskisalo           | FIN  | 8:33,41    |
| 04    | José Luis Blanco          | ESP  | 8:36,15    |
| 05    | Luke Gunn                 | GBR  | 8:38,65    |
| 06    | Vincent Zouaoui-Dandrieux | FRA  | 8:39,38    |
| 07    | Matteo Villani            | ITA  | 8:39,72    |
| 08    | Bjømar Ustad Kristensen   | NOR  | 8:44,55    |
| 09    | Illia Slavinski           | BLR  | 8:44,68    |
| 10    | Theódoros Anagnóstou      | GRC  | 9:06,40    |
| DSQ   | Wadym Slobodenjuk         | UKR  |            |
| DOP   | Ildar Minschin            | RUS  | 8:44,38    |

Datum: 20. Juni
Dem Russen Ildar Minschin, der zunächst Rang acht belegt hatte, wurde für August 2009 nachträglich die Einnahme verbotener Substanzen nachgewiesen. Er wurde für zwei Jahre gesperrt, unter anderem sein hier erzieltes Resultat wurde ihm aberkannt.

#### 4 × 100 m Staffel

##### Lauf 1
| Platz  | Besetzung      | Land                                                                 | Zeit (s) |
| ------ | -------------- | -------------------------------------------------------------------- | -------- |
| 1 (01) | Italien        | Roberto Donati Simone Collio Emanuele Di Grigorio Maurizio Checcucci | 38,83    |
| 2 (02) | Großbritannien | Jeffrey Lawal-Balogun Craig Pickering Marlon Devonish Tyrone Edgar   | 39,00    |
| 3 (04) | Polen          | Robert Kubaczyk Paweł Stempel Kamil Masztak Kamil Kryński            | 39,09    |
| 4 (05) | Russland       | Alexander Brednew Iwan Teplych Roman Smirnow Andrei Jepischin        | 39,32    |
| 5 (06) | Ukraine        | Ihor Bodrow Kostjantyn Wassjukow Witalij Korsch Serhij Sahutkin      | 39,52    |
| DNF    | Frankreich     | Jimmy Vicaut Ronald Pognon Emmanuel Biron Martial Mbandjock          |          |

In Klammern: Platzierung in der Gesamtwertung aus beiden Läufen
Datum: 19. Juni

##### Lauf 2
| Platz  | Besetzung    | Land                                                                                         | Zeit (s) |
| ------ | ------------ | -------------------------------------------------------------------------------------------- | -------- |
| 1 (03) | Deutschland  | Christian Blum Till Helmke Alexander Kosenkow Martin Keller                                  | 39,07    |
| 2 (07) | Spanien      | Iván Mocholí Ángel David Rodríguez Orkatz Beitia Daniel Molowny                              | 40,04    |
| 3 (08) | Finnland     | Hannu Ali-Huokuna Joni Rautanen Jonathan Àstrand Hannu Hämäläinen                            | 40,06    |
| 4 (09) | Griechenland | Efthímios Steryioúlis Lykourgos-Stefanos Tsakonas Yeoryios Koutsotheodorou Ággelos Aggelákis | 40,30    |
| 5 (10) | Belarus      | Yury Melnikau Aljaksandr Linnik Yury Bahdanovich Ivan Dymar                                  | 40,71    |
| 6 (11) | Norwegen     | Simon Rønsholm Sandvik Alexander Karlsson Settemsli Mogstad                                  | 40,87    |

In Klammern: Platzierung in der Gesamtwertung aus beiden Läufen
Datum: 19. Juni

#### 4 × 400 m Staffel

##### Lauf 1
| Platz  | Besetzung      | Land                                                                 | Zeit (min) |
| ------ | -------------- | -------------------------------------------------------------------- | ---------- |
| 1 (01) | Russland       | Maxim Dyldin Walentin Krugljakow Pawel Trenichin Wladimir Krasnow    | 3:01,72    |
| 2 (02) | Großbritannien | Conrad Williams Richard Buck Christopher Clarke Michael Bingham      | 3:03,50    |
| 3 (03) | Ukraine        | Dmytro Ostrovskyy Stanislaw Melnykow Myhaylo Knysh Volodymyr Burakov | 3:04,21    |
| 4 (04) | Italien        | Andrea Barberi Luca Galletti Domenico Fontana Claudio Licciardello   | 3:04,52    |
| 5 (05) | Polen          | Marcin Marciniszyn Daniel Dąbrowski Kacper Kozłowski Piotr Klimczak  | 3:04,52    |
| 6 (07) | Frankreich     | Mathieu Lahaye Youness Gurachi Sébastien Maillard Teddy Venel        | 3:04,96    |

In Klammern: Platzierung in der Gesamtwertung aus beiden Läufen
Datum: 20. Juni

##### Lauf 2
| Platz  | Besetzung    | Land                                                                          | Zeit (min) |
| ------ | ------------ | ----------------------------------------------------------------------------- | ---------- |
| 1 (06) | Deutschland  | Marco Kaiser Jonas Plass Niklas Zender Thomas Schneider                       | 3:04,90    |
| 2 (08) | Griechenland | Dimítrios Grávalos Petros Kypiakidis Padelís Melahrinoúdis Periklis Iakovakis | 3:06,38    |
| 3 (09) | Spanien      | Marc Oroczo Mark Ujakpor Adrián González Antonio Manuel Reina                 | 3:09,37    |
| 4 (10) | Belarus      | Dzmitry Paluyan Mikhail Ratnikau Aliaksandr Patsyenka ?                       | 3:11,24    |
| 5 (11) | Norwegen     | Lars Jahr Røine Thomas Roth Carl Emil Kåshagen Mauritz Kåshagen               | 3:12,71    |
| 6 (12) | Finnland     | Antii Toivonen Gustav Klingstedt Tommy Granlund Matti Välimäki                | 3:12,74    |

In Klammern: Platzierung in der Gesamtwertung aus beiden Läufen
Datum: 20. Juni

#### Hochsprung
| Platz | Athlet                | Land | Höhe (m) |
| ----- | --------------------- | ---- | -------- |
| 01    | Alexander Schustow    | RUS  | 2,28     |
| 02    | Tom Parsons           | GBR  | 2,25     |
| 03    | Andrij Prozenko       | UKR  | 2,22     |
| 04    | Fabrice Saint Jean    | FRA  | 2,22     |
| 05    | Giulio Ciotti         | ITA  | 2,22     |
| 06    | Konstandinos Baniotis | GRC  | 2,22     |
| 07    | Javier Bermejo        | ESP  | 2,22     |
| 08    | Artsiom Zaitsau       | BLR  | 2,18     |
| 08    | Sylwester Bednarek    | POL  | 2,18     |
| 10    | Raúl Spank            | GER  | 2,18     |
| 11    | Niko Kyykhynen        | FIN  | 2,18     |
| 12    | Brede Raa Ellingsen   | NOR  | 2,14     |

Datum: 19. Juni

#### Stabhochsprung
| Platz | Athlet                  | Land | Höhe (m) |
| ----- | ----------------------- | ---- | -------- |
| 01    | Renaud Lavillenie       | FRA  | 5,70     |
| 02    | Przemysław Czerwiński   | POL  | 5,60     |
| 03    | Giuseppe Gibilisco      | ITA  | 5,60     |
| 04    | Konstandinos Filippidis | GRC  | 5,50     |
| 05    | Tobias Scherbarth       | GER  | 5,50     |
| 06    | Alexander Gripitsch     | RUS  | 5,40     |
| 07    | Igor Bychkov            | ESP  | 5,40     |
| 08    | Maksym Masuryk          | UKR  | 5,25     |
| 09    | Matti Mononen           | FIN  | 5,25     |
| 10    | Igor Alekseev           | BLR  | 5,05     |
| 11    | Henning Dahl Holti      | NOR  | 4,80     |
| NMH   | Steven Lewis            | GBR  | ogV      |

Datum: 20. Juni

#### Weitsprung
| Platz | Athlet                        | Land | Weite (m) |
| ----- | ----------------------------- | ---- | --------- |
| 01    | Pawel Schalin                 | RUS  | 8,26      |
| 02    | Kafétien Gomis                | FRA  | 8,09      |
| 03    | Christopher Tomlinson         | GBR  | 7,98      |
| 04    | Mikko Kivinen                 | FIN  | 7,84      |
| 05    | Eusebio Cáceres               | ESP  | 7,81      |
| 06    | Christian Reif                | GER  | 7,80      |
| 07    | Mihaíl Mertzanídis-Despotéris | GRC  | 7,71      |
| 08    | Krzysztof Lewandowski         | POL  | 7,53      |
| 09    | Emanuele Formichetti          | ITA  | 7,47      |
| 10    | Vetle Utsi Onstad             | NOR  | 7,33      |
| 11    | Maksym Moskalenko             | UKR  | 7,18      |
| 12    | Dzmitry Astrouski             | BLR  | 7,08      |

Datum: 19. Juni

#### Dreisprung
| Platz | Athlet             | Land | Weite (m) |
| ----- | ------------------ | ---- | --------- |
| 01    | Wiktor Kusnjezow   | UKR  | 17,26     |
| 02    | Phillips Idowu     | GBR  | 17,12     |
| 03    | Teddy Tamgho       | FRA  | 17,10     |
| 04    | Fabrizio Donato    | ITA  | 16,81     |
| 05    | Alexei Fjodorow    | RUS  | 16,60     |
| 06    | Dsmitryj Platnizki | BLR  | 16,54     |
| 07    | Dimitris Tsiamis   | GRC  | 16,22     |
| 08    | Adrian Świderski   | POL  | 16,12     |
| 09    | Andrés Capellán    | ESP  | 16,07     |
| 10    | Andreas Pohle      | GER  | 15,96     |
| 11    | Aleksi Tammentie   | FIN  | 15,89     |
| 12    | Sindre Almsengen   | NOR  | 15,34     |

Datum: 20. Juni

#### Kugelstoßen
| Platz | Athlet                | Land | Weite (m) |
| ----- | --------------------- | ---- | --------- |
| 01    | Tomasz Majewski       | POL  | 20,63     |
| 02    | Ralf Bartels          | GER  | 20,61     |
| 03    | Yves Niaré            | FRA  | 20,35     |
| 04    | Carl Myerscough       | GBR  | 19,91     |
| 05    | Pawel Sofjin          | RUS  | 19,55     |
| 06    | Andriy Semenov        | UKR  | 19,38     |
| 07    | Borja Vivas           | ESP  | 19,21     |
| 08    | Mihaíl Stamatóyiannis | GRC  | 18,83     |
| 09    | Marco Dodoni          | ITA  | 18,36     |
| 10    | Robert Häggblom       | FIN  | 18,20     |
| 11    | Stian Andersen        | NOR  | 16,91     |
| DOP   | Pawel Lyschyn         | BLR  | 19,97     |

Datum: 19. Juni
Der belarussische Kugelstoßer Pawel Lyschyn, der zunächst Rang vier belegt hatte, wurde bei Nachtests zu den Olympischen Spielen 2008 im Jahr 2016 positiv auf Turinabol getestet. Er erhielt eine zweijährige Wettkampfsperre und alle seine vom 15. August 2008 bis zum 14. August 2010 erzielten Resultate wurden ihm aberkannt.

#### Diskuswurf
| Platz | Athlet                  | Land | Weite (m) |
| ----- | ----------------------- | ---- | --------- |
| 01    | Robert Harting          | GER  | 66,80     |
| 02    | Piotr Małachowski       | POL  | 65,55     |
| 03    | Bogdan Pischtschalnikow | RUS  | 63,72     |
| 04    | Frank Casañas           | ESP  | 62,62     |
| 05    | Dzmitry Sivakou         | BLR  | 59,30     |
| 06    | Ivan Hryshyn            | UKR  | 58,94     |
| 07    | Mikko Kyyrö             | FIN  | 58,89     |
| 08    | Jean-François Aurokiom  | FRA  | 58,56     |
| 09    | Spirídon Arabatzís      | GRC  | 56,21     |
| 10    | Marco Zitelli           | ITA  | 55,67     |
| 11    | Brett Morse             | GBR  | 55,09     |
| NMW   | Gaute Myklebust         | NOR  | ogV       |

Datum: 20. Juni

#### Hammerwurf
| Platz | Athlet                | Land | Weite (m) |
| ----- | --------------------- | ---- | --------- |
| 01    | Pavel Kryvitski       | BLR  | 77,79     |
| 02    | Nicola Vizzoni        | ITA  | 77,54     |
| 03    | Markus Esser          | GER  | 75,79     |
| 04    | Nicolas Figère        | FRA  | 74,76     |
| 05    | Wojciech Kondratowicz | POL  | 73,77     |
| 06    | Oli-Pekka Karjalainen | FIN  | 72,30     |
| 07    | Igor Winitschenko     | RUS  | 71,85     |
| 08    | Eivind Henriksen      | NOR  | 71,11     |
| 09    | Stamatis Papadoníou   | GRC  | 70,93     |
| 10    | Artem Rubanko         | UKR  | 68,72     |
| 11    | Alexander Smith       | GBR  | 66,72     |
| 12    | Javier Cienfuegos     | ESP  | 64,75     |

Datum: 19. Juni

#### Speerwurf
| Platz | Athlet              | Land | Weite (m) |
| ----- | ------------------- | ---- | --------- |
| 01    | Matthias de Zordo   | GER  | 83,80     |
| 02    | Andreas Thorkildsen | NOR  | 82,98     |
| 03    | Ari Mannio          | FIN  | 81,71     |
| 04    | Oleksandr Pjatnyzja | UKR  | 78,75     |
| 05    | Ilja Korotkow       | RUS  | 77,56     |
| 06    | Uladsimir Kaslou    | BLR  | 77,15     |
| 07    | Igor Janik          | POL  | 76,47     |
| 08    | Mervyn Luckwell     | GBR  | 71,80     |
| 09    | Spirídon Lebésis    | GRC  | 71,79     |
| 10    | Gianluca Tamberi    | ITA  | 71,29     |
| 11    | Rafael Baraza       | ESP  | 66,29     |
| 12    | Berenguer Demerval  | FRA  | 64,12     |

Datum: 20. Juni

### Frauen

#### 100 m

##### Lauf 1
| Platz  | Athletin            | Land | Zeit (s) |
| ------ | ------------------- | ---- | -------- |
| 1 (01) | Véronique Mang      | FRA  | 11,23    |
| 2 (02) | Ezinne Okparaebo    | NOR  | 11,30    |
| 3 (03) | Georgia Kokloni     | GRC  | 11,31    |
| 4 (05) | Jewgenija Poljakowa | RUS  | 11,36    |
| 5 (06) | Olessja Powch       | UKR  | 11,38    |
| 6 (0)  | Verena Sailer       | GER  | 11,39    |

In Klammern: Platzierung in der Gesamtwertung aus beiden Läufen
Datum: 19. Juni
Die in diesem Rennen erzielten Zeiten waren wegen des um 0,4 m/s zu starken Rückenwinds nicht bestenlistenreif.
Wind: +2,4 m/s

##### Lauf 2
| Platz  | Athletin          | Land | Zeit (s) |
| ------ | ----------------- | ---- | -------- |
| 1 (03) | Laura Turner      | GBR  | 11,31    |
| 2 (08) | Digna Luz Murillo | ESP  | 11,45    |
| 3 (09) | Daria Korczyńska  | POL  | 11,51    |
| 4 (10) | Julija Balykina   | BLR  | 11,53    |
| 5 (11) | Manuela Levorato  | ITA  | 11,67    |
| 6 (12) | Sari Keskitalo    | FIN  | 11,93    |

In Klammern: Platzierung in der Gesamtwertung aus beiden Läufen
Datum: 19. Juni
Wind: +1,3 m/s

#### 200 m

##### Lauf 1
| Platz  | Athletin                  | Land | Zeit (s) |
| ------ | ------------------------- | ---- | -------- |
| 1 (01) | Jelysaweta Bryshina       | UKR  | 22,71    |
| 2 (02) | Lina Jacques-Sébastien    | FRA  | 23,06    |
| 3 (03) | Alena Neumjarschyzkaja    | BLR  | 23,32    |
| 4 (04) | Emily Freeman             | GBR  | 23,34    |
| 5 (05) | Weronika Wedler           | POL  | 23,47    |
| DOP    | Julija Tschermoschanskaja | RUS  | 22,86    |

In Klammern: Platzierung in der Gesamtwertung aus beiden Läufen
Datum: 20. Juni
Wind: +1,8 m/s
Die zunächst zweitplatzierte Russin Julija Tschermoschanskaja wurde bei Nachtests zu den Olympischen Spielen 2008 im Jahr 2016 positiv auf die verbotenen Substanzen Stanozolol und Turinabol getestet. Sie erhielt eine zweijährige Wettkampfsperre und musste unter anderem ihre in der 4-mal-100-Meter-Staffel gewonnene olympische Goldmedaille zurückgeben. Weitere ihrer Resultate wurden annulliert, darunter die Ergebnisse dieser Team-EM über 200 Meter sowie mit ihrer Sprintstaffel, die zunächst Rang eins belegt hatte.

##### Lauf 2
| Platz  | Athletin          | Land | Zeit (s) |
| ------ | ----------------- | ---- | -------- |
| 1 (06) | Anne Möllinger    | GER  | 23,79    |
| 2 (07) | Andriana Ferra    | GRC  | 23,88    |
| 3 (08) | Giulia Arcioni    | ITA  | 23,91    |
| 4 (09) | Digna Luz Murillo | ESP  | 23,96    |
| 5 (10) | Ezinne Okparaebo  | NOR  | 24,01    |
| 6 (11) | Ella Räsänen      | FIN  | 24,35    |

In Klammern: Platzierung in der Gesamtwertung aus beiden Läufen
Datum: 20. Juni
Wind: +0,7 m/s

#### 400 m

##### Lauf 1
| Platz  | Athletin             | Land | Zeit (s) |
| ------ | -------------------- | ---- | -------- |
| 1 (01) | Xenija Aksjonowa     | RUS  | 51,79    |
| 2 (02) | Antonina Jefremowa   | UKR  | 52,47    |
| 4 (04) | Libania Grenot       | ITA  | 52,97    |
| 5 (05) | Virginie Michanol    | FRA  | 53,33    |
| 6 (06) | Esther Cremer        | GER  | 54,59    |
| DOP    | Swjatlana Ussowitsch | BLR  | 52,91    |

In Klammern: Platzierung in der Gesamtwertung aus beiden Läufen
Datum: 19. Juni
Der belarussischen Läuferin Swjatlana Ussowitsch, die zunächst als Dritte platziert war, wurde bei Nachtests zu den Olympischen Spielen 2008, festgestellt im August 2016, der Einsatz des verbotenen Mittels Turinabol nachgewiesen. Sie wurde mit einer Sperre von zwei Jahren belegt und ihre vom 15. August 2008 bis zum 14. August 2010 erzielten Resultate wurden annulliert. Davon betroffen war auch ihr mit ihrer 4-mal-400-Meter-Staffel hier erlaufener sechster Rang.

##### Lauf 2
| Platz  | Athletin        | Land | Zeit (s) |
| ------ | --------------- | ---- | -------- |
| 1 (03) | Kim Wall        | GBR  | 53,48    |
| 2 (06) | Agata Bednarek  | POL  | 54,59    |
| 3 (08) | Agní Dervéni    | GRC  | 54,71    |
| 4 (09) | Benedicte Hauge | NOR  | 55,29    |
| 5 (10) | Begoña Garrido  | ESP  | 55,51    |
| 6 (11) | Emma Millard    | FIN  | 55,87    |

In Klammern: Platzierung in der Gesamtwertung aus beiden Läufen
Datum: 19. Juni

#### 800 m
| Platz | Athletin               | Land | Zeit (min) |
| ----- | ---------------------- | ---- | ---------- |
| 01    | Natalija Lupu          | UKR  | 2:02,74    |
| 02    | Elisa Cusma Piccione   | ITA  | 2:03,91    |
| 03    | Emma Jackson           | GBR  | 2:04,53    |
| 04    | Fanjanteino Félix      | FRA  | 2:04,69    |
| 05    | Eleni Filandra         | GRC  | 2:04,69    |
| 06    | Ingvill Måkestad Bovim | NOR  | 2:04,81    |
| 07    | Natallja Karejwa       | BLR  | 2:04,94    |
| 08    | Nuria Fernández        | ESP  | 2:05,08    |
| 09    | Claudia Hoffmann       | GER  | 2:05,22    |
| 10    | Agnieszka Leszczyńska  | POL  | 2:05,64    |
| 11    | Suvi Selvenius         | FIN  | 2:10,81    |
| DOP   | Swetlana Kljuka        | RUS  | 2:03,49    |

Datum: 19. Juni
Die zunächst zweitplatzierte Russin Swetlana Kljuka erhielt aufgrund von abnormalen Werten in ihrem Blutpass für das Jahr 2010, festgestellt im Jahr 2012, eine Wettkampfsperre von zwei Jahren. Unter anderem ihr Resultat von der diesjährigen Team-EM wurde annulliert.

#### 1500 m
| Platz | Athletin                | Land | Zeit (min) |
| ----- | ----------------------- | ---- | ---------- |
| 01    | Hanna Mischtschenko     | UKR  | 4:05,32    |
| 02    | Hannah England          | GBR  | 4:05,70    |
| 03    | Natallja Karejwa        | BLR  | 4:07,98    |
| 04    | Fanjanteino Félix       | FRA  | 4:08,34    |
| 05    | Elisa Cusma Piccione    | ITA  | 4:08,53    |
| 06    | Ingvill Måkestad Bovim  | NOR  | 4:08,75    |
| 07    | Sylwia Ejdys            | POL  | 4:14,45    |
| 08    | María Pánou             | GRC  | 4:16,85    |
| 09    | Irina Maratschowa       | RUS  | 4:17,28    |
| 10    | Mari Järvenpää          | FIN  | 4:21,95    |
| 11    | Iris María Fuentes-Pila | ESP  | 4:24,15    |
| 12    | Denise Krebs            | GER  | 4:28,54    |

Datum: 20. Juni

#### 3000 m
| Platz | Athletin              | Land | Zeit (min) |
| ----- | --------------------- | ---- | ---------- |
| 01    | Jelena Sadoroschnaja  | RUS  | 9:08,42    |
| 02    | Renata Pliś           | POL  | 9:08,94    |
| 03    | Ragnhild Kvarberg     | NOR  | 9:09,59    |
| 04    | Natalia Rodríguez     | ESP  | 9:09,92    |
| 05    | Swjatlana Kudselitsch | BLR  | 9:16,06    |
| 06    | Valentina Costanza    | ITA  | 9:16,59    |
| 07    | Emma Pallant          | GBR  | 9:17,86    |
| 08    | Olha Jekymenko        | UKR  | 9:17,86    |
| 09    | Konstadina Kefala     | GRC  | 9:21,74    |
| 10    | Simret Restle-Apel    | GER  | 9:21,82    |
| 11    | Saara Pekkarinen      | FIN  | 9:34,81    |
| 12    | Fanny Pruvost         | FRA  | 9:35,71    |

Datum: 19. Juni

#### 5000 m
| Platz | Athletin                  | Land | Zeit (min) |
| ----- | ------------------------- | ---- | ---------- |
| 01    | Sabrina Mockenhaupt       | GER  | 15:17,38   |
| 02    | Joanne Pavey              | GBR  | 15:17,87   |
| 03    | Karoline Bjerkeli Grøvdal | NOR  | 15:25,40   |
| 04    | Judith Plá                | ESP  | 15:29,14   |
| 05    | Natalja Popkowa           | RUS  | 15:31,01   |
| 06    | Wioletta Frankiewicz      | POL  | 15:37,83   |
| 07    | Federica Dal Ri           | ITA  | 15:39,21   |
| 08    | Tetjana Holowtschenko     | UKR  | 15:48,06   |
| 09    | Konstadina Kefala         | GRC  | 15:55,23   |
| 10    | Konstadina Kefala         | GRC  | 15:55,52   |
| 11    | Christelle Daunay         | FRA  | 15:55,75   |
| 12    | Sanna Klemelä             | FIN  | 17:05,51   |

Datum: 20. Juni

#### 100 m Hürden

##### Lauf 1
| Platz  | Athletin            | Land | Zeit (s) |
| ------ | ------------------- | ---- | -------- |
| 1 (01) | Tatjana Dektjarjowa | RUS  | 12,68    |
| 2 (02) | Carolin Nytra       | GER  | 12,81    |
| 3 (03) | Christina Vukicevic | NOR  | 12,87    |
| 4 (05) | Joanna Kocielnik    | POL  | 13,04    |
| 5 (07) | Cindy Billaud       | FRA  | 13,14    |
| DSQ    | Yevheniya Snihur    | UKR  |          |

In Klammern: Platzierung in der Gesamtwertung aus beiden Läufen
Datum: 20. Juni
Wind: −0,3 m/s

##### Lauf 2
| Platz  | Athletin              | Land | Zeit (s) |
| ------ | --------------------- | ---- | -------- |
| 1 (04) | Alina Talaj           | BLR  | 13,02    |
| 2 (06) | Marzia Caravelli      | ITA  | 13,10    |
| 3 (08) | Angie Broadbelt-Blake | GBR  | 13,33    |
| 4 (09) | Ana Torrijos          | ESP  | 13,38    |
| 5 (10) | Flóra Redoúmi         | GRC  | 13,50    |
| 6 (11) | Nooralotta Neziri     | FIN  | 13,57    |

In Klammern: Platzierung in der Gesamtwertung aus beiden Läufen
Datum: 20. Juni
Wind: +0,9 m/s

#### 400 m Hürden

##### Lauf 1
| Platz  | Athletin                 | Land | Zeit (s) |
| ------ | ------------------------ | ---- | -------- |
| 1 (01) | Natalja Antjuch          | RUS  | 55,27    |
| 2 (02) | Eilidh Child             | GBR  | 56,48    |
| 3 (03) | Anastassija Rabtschenjuk | UKR  | 56,79    |
| 4 (04) | Anna Jesień              | POL  | 57,05    |
| 5 (05) | Manuela Gentili          | ITA  | 57,86    |
| 6 (08) | Fabienne Kohlmann        | GER  | 58,06    |

In Klammern: Platzierung in der Gesamtwertung aus beiden Läufen
Datum: 19. Juni

##### Lauf 2
| Platz  | Athletin             | Land | Zeit (s) |
| ------ | -------------------- | ---- | -------- |
| 1 (06) | Stine Tomb           | NOR  | 58,01    |
| 2 (07) | Anastasija Buldakowa | BLR  | 58,02    |
| 3 (09) | Phara Anacharsis     | FRA  | 58,96    |
| 4 (10) | Ilona Ranta          | FIN  | 59,25    |
| 5 (11) | Laia Forcadell       | ESP  | 59,61    |
| 6 (12) | Hristína Hantzí-Neag | GRC  | 60,29    |

In Klammern: Platzierung in der Gesamtwertung aus beiden Läufen
Datum: 19. Juni

#### 3000 m Hindernis
| Platz | Athlet                    | Land | Zeit (min) |
| ----- | ------------------------- | ---- | ---------- |
| 01    | Julija Saripowa           | RUS  | 9:23,00    |
| 02    | Rosa María Morató         | ESP  | 9:42,10    |
| 03    | Katarzyna Kowalska        | POL  | 09:43,40   |
| 04    | Barbara Parker            | GBR  | 09:44,81   |
| 05    | Sophie Duarte             | FRA  | 09:44,85   |
| 06    | Elena Romagnolo           | ITA  | 09:45,19   |
| 07    | Karoline Bjerkeli Grøvdal | NOR  | 09:47,92   |
| 08    | Iryna Padabed             | BLR  | 10:03,57   |
| 09    | Sandra Eriksson           | FIN  | 10:05,50   |
| 10    | Verena Dreier             | GER  | 10:06,41   |
| 11    | Marija Schatalowa         | UKR  | 10:08,13   |
| 12    | Athiná Koíni              | GRC  | 11:11:24   |

Datum: 19. Juni

#### 4 × 100 m Staffel

##### Lauf 1
| Platz  | Besetzung      | Land                                                                                 | Zeit (s) |
| ------ | -------------- | ------------------------------------------------------------------------------------ | -------- |
| 1 (01) | Frankreich     | Lian Jacques-Sébastien Muriel Hurtis-Houairi Johanna Danois Véronique Mang           | 43,47    |
| 2 (02) | Ukraine        | Olessja Powch Iryna Shtanhyeyeva Marija Rjemjen Natalija Pohrebnjak                  | 43,72    |
| 3 (03) | Großbritannien | Joice Maduaka Emily Freeman Laura Turner Katherine Endacott                          | 43,77    |
| 4 (05) | Polen          | Anna Kiełbasińska Daria Korczyńska Marta Jeschke Weronika Wedler                     | 43,97    |
| DSQ    | Italien        | Maria Aurora Salvagno Martina Giovanetti Giulia Arcioni Manuela Levorato             |          |
| DOP    | Russland       | Jewgenija Poljakowa Alexandra Fedoriwa Julija Guschtschina Julija Tschermoschanskaja | 42,98    |

In Klammern: Platzierung in der Gesamtwertung aus beiden Läufen
Datum: 19. Juni
Die zunächst erstplatzierte russische Staffel wurde später disqualifiziert, weil Julija Tschermoschanskaja, eine ihrer Läuferinnen, bei Nachtests zu den Olympischen Spielen 2008 im Jahr 2016 positiv auf die verbotenen Substanzen Stanozolol und Turinabol getestet wurde. Die Athletin erhielt eine zweijährige Wettkampfsperre und musste unter anderem ihre in der 4-mal-100-Meter-Staffel gewonnene olympische Goldmedaille zurückgeben. Weitere ihrer Resultate wurden annulliert, darunter die Ergebnisse dieser Team-EM über 200 Meter, wo sie zunächst Rang zwei belegt hatte, und mit ihrer Sprintstaffel.

##### Lauf 2
| Platz  | Besetzung    | Land                                                                     | Zeit (s) |
| ------ | ------------ | ------------------------------------------------------------------------ | -------- |
| 1 (04) | Deutschland  | Carolin Nytra Marion Wagner Anne Möllinger Verena Sailer                 | 43,79    |
| 2 (06) | Belarus      | Julija Balykina Alena Kijewitsch Alena Neumjarschyzkaja Hanna Liapeschka | 44,51    |
| 3 (07) | Griechenland | Elefthéria Kobídou Maria Karastamati Andriana Ferra Georgia Kokloni      | 44,71    |
| 4 (08) | Spanien      | Ana Torrijos Digna Luz Murillo Estela García Amparo María Cotán          | 45,34    |
| 5 (09) | Norwegen     | Siri Eritsland Mari Gilde Brubak Ida Bakke Hansen Nina Katrine Brandt    | 46,37    |
| 6 (10) | Finnland     | Jasmin Showlah Noora Hämäläinen Sari Keskitalo Minna Laukka              | 46,60    |

In Klammern: Platzierung in der Gesamtwertung aus beiden Läufen
Datum: 19. Juni

#### 4 × 400 m Staffel

##### Lauf 1
| Platz  | Besetzung      | Land                                                                         | Zeit (min) |
| ------ | -------------- | ---------------------------------------------------------------------------- | ---------- |
| 1 (01) | Russland       | Xenija Sadorina Natalja Iwanowa Natalja Antjuch Xenija Aksjonowa             | 3:23,76    |
| 2 (03) | Ukraine        | Daryna Prystupa Anastassija Rabtschenjuk Alina Lohwynenko Antonina Jefremowa | 3:27,60    |
| 3 (04) | Großbritannien | Kim Wall Nadine Okyere Nicola Sanders Perri Shakes-Drayton                   | 3:27,75    |
| 4 (05) | Frankreich     | Marie Angélique Lacordelle Mariel Hurtis-Houairi Floria Gueï Thélia Sigère   | 3:29,72    |
| 5 (06) | Italien        | Chiara Bazzoni Marta Milani Daniela Reina Libania Grenot                     | 3:31,16    |
| 6 (07) | Polen          | Izabela Kostruba Aneta Jakóbczak Agata Bednarek Anna Jesień                  | 3:33,78    |

In Klammern: Platzierung in der Gesamtwertung aus beiden Läufen
Datum: 20. Juni

##### Lauf 2
| Platz  | Besetzung    | Land                                                                      | Zeit (min) |
| ------ | ------------ | ------------------------------------------------------------------------- | ---------- |
| 1 (02) | Deutschland  | Fabienne Kohlmann Esther Cremer Janin Lindenberg Claudia Hoffmann         | 3:26,96    |
| 2 (08) | Spanien      | Aauri Bokesa Natalia Romero Begoña Garrido Teresa Torres                  | 3:37,05    |
| 3 (09) | Finnland     | Ella Räsänen Emma Millard Jenniina Halkoaho Ilona Ranta                   | 3:37,67    |
| 4 (10) | Norwegen     | Irene Høvik Helgesen Benedicte Hauge Nina Katrine Brandt Stine Tomb       | 3:38,47    |
| 5 (11) | Griechenland | María Panayiotídou Maria Belimbasaki Alena-Maria Padi Agní Dervéni        | 3:40,83    |
| DOP    | Belarus      | Hanna Taschpulatawa Kazjaryna Mischyna Maryna Liboza Swjatlana Ussowitsch | 3:30,67    |

In Klammern: Platzierung in der Gesamtwertung aus beiden Läufen
Datum: 20. Juni
Der belarussischen Läuferin Swjatlana Ussowitsch wurde bei Nachtests zu den Olympischen Spielen 2008, festgestellt im August 2016, der Einsatz des verbotenen Mittels Turinabol nachgewiesen. Sie wurde mit einer Sperre von zwei Jahren belegt und ihre vom 15. August 2008 bis zum 14. August 2010 erzielten Resultate wurden annulliert. Deshalb wurde die zunächst sechstplatzierte Staffel aus Belarus, in der Ussowitsch den Schlusspart gelaufen war, disqualifiziert. Auch Ussowitschs hier erzielter dritter Rang über 200 Meter wurde ihr aberkannt.

#### Hochsprung
| Platz | Athletin              | Land | Höhe (m) |
| ----- | --------------------- | ---- | -------- |
| 01    | Antonietta Di Martino | ITA  | 2,00     |
| 02    | Swetlana Schkolina    | RUS  | 1,98     |
| 03    | Ariane Friedrich      | GER  | 1,98     |
| 04    | Ruth Beitia           | ESP  | 1,95     |
| 05    | Wita Stjopina         | UKR  | 1,89     |
| 06    | Tonje Angelsen        | NOR  | 1,85     |
| 07    | Maryia Shulhina       | BLR  | 1,80     |
| 07    | Adonía Steryíou       | GRC  | 1,80     |
| 09    | Stephanie Pywell      | GBR  | 1,80     |
| 10    | Nina Manga            | FRA  | 1,75     |
| 11    | Mari Sepänmaa         | FIN  | 1,75     |
| 12    | Justyna Kasprzycka    | POL  | 1,75     |

Datum: 20. Juni

#### Stabhochsprung
| Platz | Athletin           | Land | Höhe (m) |
| ----- | ------------------ | ---- | -------- |
| 01    | Swetlana Feofanowa | RUS  | 4,65     |
| 02    | Silke Spiegelburg  | GER  | 4,65     |
| 03    | Anna Rogowska      | POL  | 4,40     |
| 04    | Elena Scarpellini  | ITA  | 4,30     |
| 05    | Minna Nikkanen     | FIN  | 4,30     |
| 06    | Cathrine Larsåsen  | NOR  | 4,30     |
| 07    | Telie Mathiot      | FRA  | 4,20     |
| 07    | Kate Dennison      | GBR  | 4,20     |
| 09    | Anna-Maria Pinero  | ESP  | 4,20     |
| 10    | Afroditi Skafida   | GRC  | 3,85     |
| 11    | Zhanna Bayandina   | BLR  | 3,45     |
| 12    | Kateryna Kozlova   | UKR  | 3,45     |

Datum: 19. Juni

#### Weitsprung
| Platz | Athletin                      | Land | Weite (m) |
| ----- | ----------------------------- | ---- | --------- |
| 01    | Éloyse Lesueur-Aymonin        | FRA  | 6,78      |
| 02    | Olga Kutscherenko             | RUS  | 6,67      |
| 03    | Margrethe Renstrøm            | NOR  | 6,49      |
| 04    | Nastassja Mirontschyk-Iwanowa | BLR  | 6,48      |
| 05    | Małgorzata Trybańska          | POL  | 6,47      |
| 06    | Wiktorija Rybalko             | UKR  | 6,42      |
| 07    | Jade Johnson                  | GBR  | 6,26      |
| 08    | Bianca Kappler                | GER  | 6,22      |
| 09    | Noora Pesola                  | FIN  | 5,92      |
| 10    | Ruth Ndoumbe                  | ESP  | 5,91      |
| 11    | Enrica Cipollini              | ITA  | 5,76      |
| DOP   | Athanasia Perra               | GRC  | 5,75      |

Datum: 20. Juni
Der Griechin Athanasia Perra, die zunächst auf dem zwölften und letzten Rang platziert war, wurde bei Nachtests zu den Weltmeisterschaften 2009 im Jahr 2017 ein Verstoß gegen die Antidopingbestimmungen nachgewiesen. Sie erhielt eine vierjährige Wettkampfsperre und alle ihre vom 15. August 2009 bis zum 14. August 2011 erzielten Resultate wurden ihr aberkannt. Somit wurde auch ihr Dreisprung-Resultat vom Tag zuvor, als sie Zweite geworden war, annulliert.

#### Dreisprung
| Platz | Athletin             | Land | Weite (m) |
| ----- | -------------------- | ---- | --------- |
| 01    | Olha Saladucha       | UKR  | 14,39     |
| 02    | Jekaterina Kajukowa  | RUS  | 14,26     |
| 03    | Kseniya Dzetsuk      | BLR  | 14,15     |
| 04    | Simona La Mantia     | ITA  | 14,04     |
| 05    | Teresa Nzola Meso    | FRA  | 14,00     |
| 06    | Katja Demut          | GER  | 13,78     |
| 07    | Inger Anne Frøysedal | NOR  | 13,63     |
| 08    | Nadia Williams       | GBR  | 13,38     |
| 09    | Patricia Sarrapio    | ESP  | 13,37     |
| 10    | Kristiina Mäkelä     | FIN  | 12,76     |
| DOP   | Athanasia Perra      | GRC  | 14,37     |
| DOP   | Joanna Skibińska     | POL  | 13,89     |

Datum: 19. Juni
In diesem Wettbewerb gab es zwei Fälle von nachträglich festgestellten Dopingvergehen:
- Der Griechin Athanasia Perra, die zunächst auf dem zweiten Rang platziert war, wurde bei Nachtests zu den Weltmeisterschaften 2009 im Jahr 2017 ein Verstoß gegen die Antidopingbestimmungen nachgewiesen. Sie erhielt eine vierjährige Wettkampfsperre und alle ihre vom 15. August 2009 bis zum 14. August 2011 erzielten Resultate wurden ihr aberkannt. Somit wurde auch ihr Weitsprung-Resultat vom Tag zuvor, als sie Zwölfte und Letzte geworden war, annulliert.[6]
- Der Polin Joanna Skibińska, die zunächst Platz sieben erreicht hatte, wurde im Mai 2010 der Einsatz der verbotenen Substanz Stanozolol nachgewiesen. Der Weltleichtathletikverband, damalige Bezeichnung IAAF, verhängte eine Sperre von zwei Jahren bis Mai 2012. Ihr hier erzieltes Dreisprung-Resultat war damit ungültig.[7]

#### Kugelstoßen
| Platz | Athletin             | Land | Weite (m) |
| ----- | -------------------- | ---- | --------- |
| 01    | Anna Awdejewa        | RUS  | 19,14     |
| 02    | Petra Lammert        | GER  | 18,31     |
| 03    | Chiara Rosa          | ITA  | 17,77     |
| 04    | Wera Jepimaschka     | BLR  | 17,77     |
| 05    | Agnieszka Bronisz    | POL  | 17,00     |
| 06    | Jessica Cérival      | FRA  | 16,96     |
| 07    | Úrsula Ruiz          | ESP  | 16,47     |
| 08    | Irini Terzoglou      | GRC  | 16,17     |
| 09    | Rebecca Peake        | GBR  | 15,67     |
| 10    | Hanna Samoljuk       | UKR  | 15,49     |
| 11    | Kristin Sundsteigen  | NOR  | 14,83     |
| 12    | Hennariikka Järvinen | FIN  | 14,28     |

Datum: 20. Juni

#### Diskuswurf
| Platz | Athletin              | Land | Weite (m) |
| ----- | --------------------- | ---- | --------- |
| 01    | Nadine Müller         | GER  | 63,54     |
| 02    | Natalja Sadowa        | RUS  | 59,59     |
| 03    | Kateryna Karsak       | UKR  | 57,20     |
| 04    | Laura Bordignon       | ITA  | 54,53     |
| 05    | Joanna Wiśniewska     | POL  | 54,25     |
| 06    | Melanie Pingeon       | FRA  | 53,59     |
| 07    | Philippa Roles        | GBR  | 52,78     |
| 08    | Nastassja Kaschtanawa | BLR  | 52,78     |
| 09    | Grete Etholm          | NOR  | 52,71     |
| 10    | Irache Quintanal      | ESP  | 50,53     |
| 11    | Tanja Komulainen      | FIN  | 50,29     |
| 12    | Dorothea Kalpakidou   | GRC  | 48,93     |

Datum: 19. Juni

#### Hammerwurf
| Platz | Athletin              | Land | Weite (m) |
| ----- | --------------------- | ---- | --------- |
| 01    | Betty Heidler         | GER  | 73,24     |
| 02    | Tatjana Lyssenko      | RUS  | 70,21     |
| 03    | Stéphanie Falzon      | FRA  | 69,24     |
| 04    | Nataliya Zolotuhina   | UKR  | 68,32     |
| 05    | Stilianí Papadopoúlou | GRC  | 68,19     |
| 06    | Merja Korpela         | FIN  | 66,91     |
| 07    | Berta Castells        | ESP  | 66,63     |
| 08    | Clarissa Claretti     | ITA  | 66,19     |
| 09    | Mona Holm             | NOR  | 66,01     |
| 10    | Malgorzata Zadura     | POL  | 65,08     |
| 11    | Sarah Holt            | GBR  | 55,66     |
| DOP   | Darja Ptschelnik      | BLR  | 69,86     |

Datum: 20. Juni
Der Belarussin Darja Ptschelnik, die zunächst Platz drei belegt hatte, wurde bei Nachtests zu den Olympischen Spielen 2008, festgestellt im September 2016, der Einsatz des verbotenen Mittels Turinabol nachgewiesen. Sie wurde mit einer Sperre von zwei Jahren sanktioniert und ihre vom 20. August 2008 bis zum 19. August 2010 erzielten Resultate wurden annulliert.

#### Speerwurf
| Platz | Athletin            | Land | Weite (m) |
| ----- | ------------------- | ---- | --------- |
| 01    | Christina Obergföll | GER  | 59,88     |
| 02    | Goldie Sayers       | GBR  | 59,25     |
| 03    | Oona Sormunen       | FIN  | 57,11     |
| 04    | Wera Rebrik         | UKR  | 56,97     |
| 05    | Mercedes Chilla     | ESP  | 55,83     |
| 06    | Zahra Bani          | ITA  | 54,79     |
| 07    | Savva Lika          | GRC  | 53,12     |
| 08    | Maryna Nowik        | BLR  | 52,06     |
| 09    | Matilde Andraud     | FRA  | 48,54     |
| 10    | Magdalena Czenska   | POL  | 48,51     |
| 11    | Ina Cathrin Kartum  | NOR  | 44,13     |
| 12    | Marija Abakumowa    | RUS  | 58,24     |

Datum: 19. Juni
Die russische Werferin Marija Abakumowa, die zunächst Rang drei belegt hatte, wurde im Rahmen von Nachtests für die Olympischen Spiele 2008 des Verstoßes gegen die Antidopingbestimmungen überführt. In weiteren Untersuchungen stellte sich heraus, dass sie bis 2012 regelmäßig Doping betrieben hatte. Daraufhin wurden all ihre Resultate bis einschließlich zu den Olympischen Spielen 2012 annulliert und sie wurde außerdem mit einer vierjährigen Sperre belegt.

## Videolinks
- Allgemein
  - Eröffnungsfeier Team EM Bergen 2010 - European Team Championships 2010 Bergen - Norway, Heat 1 youtube.com, abgerufen am 5. April 2024
- Läufe. Männer
  - 2010 European Team Championships Field Events @ Bergen, Norway, Kurzzusammenfassung, youtube.com, abgerufen am 5. April 2024
  - 100m Männer Fehlstart Team EM Bergen - 19.06.2010 - European Team Championships 2010 false start, youtube.com, abgerufen am 5. April 2024
  - 100m M Team EM Bergen - 100m heat - Dwain Chambers 9,99 sec. European Team Championships 2010 Bergen, youtube.com, abgerufen am 5. April 2024
  - 200 m - European Team Championships 2010 Bergen, Heat 1, youtube.com, abgerufen am 5. April 2024
  - 200m Männer Lauf 2 Team EM Bergen - 200m Men heat 2 -European Team Championships 2010 Bergen, youtube.com, abgerufen am 5. April 2024
  - 400m Männer Lauf 1 Team EM Bergen - 400m Men heat 1 - European Team Championships Bergen19.06.2010, youtube.com, abgerufen am 5. April 2024
  - 400m Männer Lauf 2 Team EM Bergen - 400m Men heat 2 - European Team Championships Bergen 19.06.2010, youtube.com, abgerufen am 5. April 2024
  - 800m Männer -Robin Schembera - 800m Men - European Team Championships 2010 Bergen, youtube.com, abgerufen am 5. April 2024
  - 1500m Männer Team EM Bergen - 19.06.2010 - European Team Championships 2010 Bergen, youtube.com, abgerufen am 5. April 2024
  - 3000m Männer Team EM Bergen - 3000m Men - 20.06.2010 - European Team Championships 2010 Bergen, youtube.com, abgerufen am 5. April 2024
  - 5000m men FINAL 20th European Athletics Championships Barcelona 2010 HD, youtube.com, abgerufen am 5. April 2024
  - 110m Hürden Lauf 1 Männer - 110m Hurdles heat 1 Men -European Team Championships 2010 Bergen, youtube.com, abgerufen am 5. April 2024
  - 400m Hürden M Lauf 1 Team EM Bergen - 400m hurdles M heat 1 - European Team Championships, youtube.com, abgerufen am 5. April 2024
  - 4x100 uomini Europen Team Championship Bergen 2010, youtube.com, abgerufen am 5. April 2024
  - 4x100m Männer Lauf 2 Team EM Bergen - 4x100m heat 2 Men European Team Championships 2010, youtube.com, abgerufen am 5. April 2024
  - 4x400m Männer Lauf 2 LIVE Team EM Bergen - 4x400m Men heat 2 European Team Championships 2010, youtube.com, abgerufen am 5. April 2024
- Technische Disziplinen. Männer
  - Marian Oprea European Team Championship 2010.06.20., youtube.com, abgerufen am 5. April 2024
  - Stabhochsprung Männer - Pole Valut Men - European Team Championships 2010 Bergen, youtube.com, abgerufen am 5. April 2024
  - Kugelstoßen Männer Team EM Bergen - Shout Put men European Team Championships 2010, youtube.com, abgerufen am 5. April 2024
  - Diskus Robert Harting Team EM Bergen - Discus Throw - 20.06.2010 - European Team Championships 2010, youtube.com, abgerufen am 5. April 2024
  - European Team Championships: Hammer Throw, youtube.com, abgerufen am 5. April 2024
  - Team EM Bergen - Matthias De Zordo - Javelin Throw Men - European Team Championships 2010 Bergen, youtube.com, abgerufen am 5. April 2024
- Läufe. Frauen
  - 100m Frauen W Team EM Bergen - 100m heat 2 W - European Team Championships 2010, youtube.com, abgerufen am 5. April 2024
  - 200m Frauen Lauf 1 Team EM Bergen - 200m Women - European Team Championships 2010 Bergen, youtube.com, abgerufen am 5. April 2024
  - Veronique Mang false starts in Women's 200m European Athletics Championships 2010, youtube.com, abgerufen am 5. April 2024
  - 400m Frauen Team EM Bergen mit Esther Cremer European Team Championships 2010 Bergen, youtube.com, abgerufen am 5. April 2024
  - 800m Frauen Team EM Bergen - 19.06.2010 - European Team Championships 2010, youtube.com, abgerufen am 5. April 2024
  - 200m Frauen Lauf 2 Team EM Bergen - 200m Women - European Team Championships 2010 Bergen, youtube.com, abgerufen am 5. April 2024
  - 5000m Frauen Team EM Bergen - 5000m Women - European Team Championships 2010 Bergen, youtube.com, abgerufen am 5. April 2024
  - 100m Hürden Frauen - Fehlstart - mit Carolin Nytra -European Team Championships 2010 Bergen, youtube.com, abgerufen am 5. April 2024
  - 100m Hürden Frauen Lauf 2 Team EM Bergen Carolin Nytra - European Team Championships 2010 Bergen, youtube.com, abgerufen am 5. April 2024
  - 400m Hürden W Team EM Bergen - 400m hurdles Fabienne Kohlmann European Team Championships 2010, youtube.com, abgerufen am 5. April 2024
  - 4 x 100m Frauen Team EM Bergen - 4x100m w heat 2 - European Team Championships 2010 Bergen, youtube.com, abgerufen am 5. April 2024
  - 4x400m Frauen Lauf 1 LIVE Team EM Bergen - 4x400m Women heat 1 European Team Championships 2010, youtube.com, abgerufen am 5. April 2024
  - 4x400m Frauen Lauf 2 LIVE Team EM Bergen - 4x400m Women heat 2 LIVE European Team Championships 2010l, youtube.com, abgerufen am 5. April 2024
- Technische Disziplinen. Frauen
  - Hochsprung Frauen - High Jump Women Arianne Friedrich - European Team Championships 2010 Bergen, youtube.com, abgerufen am 5. April 2024
  - Kugelstoßen Frauen - Petra Lammert - Shot Put Women - European Team Championships 2010 Bergen, youtube.com, abgerufen am 5. April 2024
  - Hammer Frauen Betty Heidler - Hammer Throw Women -European Team Championships 2010 Bergen, youtube.com, abgerufen am 5. April 2024
  - Speer Frauen Team EM Bergen - Javelin Women mit Christina Obergföll European Team Championships 2010, youtube.com, abgerufen am 5. April 2024
- Erste und zweite Liga
  - Budapest 2010 European Team Championships First League, youtube.com, abgerufen am 5. April 2024
  - European Athletics Team Championships Second League - Day 2, youtube.com, abgerufen am 5. April 2024